# توراكو غيني
توراكو غيني (الاسم العلمي: Tauraco persa) (بالإنجليزية: Guinea Turaco)‏ هو نوع من الطيور يتبع جنس التوراكو من فصيلة آكلات الموز.